# アスタシン
アスタシン(Astacin)は、マルチドメインの金属エンドペプチダーゼである。MEROPSではペプチダーゼファミリーM12のサブファミリーM12Aに分類される。ペプチダーゼドメインのフォールディングは、テルモリシンと似ている。アスタシンとテルモリシンの予測される活性部位残基は、HEXXHモチーフである。
アスタシンファミリーは、ヒドラからヒトまで、成熟したシステムから未熟なシステムまで、広範に見られるタンパク質である。その機能には、成長因子の活性化、ポリペプチドの分解、細胞外タンパク質のプロセシング等がある。このタンパク質はN末端シグナルとプロ酵素配列から構成され、その多くはプロテアーゼドメインのC末端に複数のドメインを含む。細胞から分泌されるものも膜タンパク質のものもある。
アスタシン分子は腎臓に似た形をしており、N末端とC末端の間に深い活性部位の亀裂がある。亀裂の底にある亜鉛イオンには、3つのヒスチジン残基と1つのチロシン残基、Glu93のカルボキシル側鎖にも結合した1つの水分子が配位した独特の5配位構造を持っている。N末端ドメインは、2つのαへリックスと5つのβシートから構成されている。このドメインの全体的な形は、典型的な亜鉛エンドペプチダーゼであるテルモリシンと共通である。アスタシンのプロテアーゼドメインは、セラリシン、マトリックスメタロプロテアーゼ、ヘビ毒プロテアーゼとも共通の特長を持つ。これらは、インスリンB鎖やブラジキニン等のポリペプチドやカゼインやゼラチン等のタンパク質中のペプチド結合を切断し、またアリルアミダーゼ活性も持つ。

## 歴史
アスタシンは、この酵素が最初に発見されたヨーロッパザリガニの学名Astacus astacusに因んで命名された。最初に記載されたアスタシンは、BMP1である。

## アスタシンファミリー
- Astacin-like metallo-endopeptidase (ASTL)
- Bone morphogenetic protein 1 (BMP1)
- Meprin A subunit alpha (MEP1A)
- Meprin A subunit beta (MEP1B)
- Tolloid-like protein 1 (TLL1)
- Tolloid-like protein 2 (TLL2)